# Impossible (duo comique)
Pour les articles homonymes, voir Impossible (homonymie).
Récompenses
Aucune
Impossible (インポッシブル, inposshiburu) est un duo comique japonais (owarai konbi) composé de Eiji et Hiru-chan. Il fait partie de l'une des principales agences de divertissement au Japon, Yoshimoto Kogyo.
Le duo a été formé en avril 2005 et son nom fait référence à la figure de skateboard (trick) « impossible », Hiru-chan étant grand amateur de cette activité.

## Membres
Eiji (Eiji Inomoto (井元英志) est né le 17 février 1984  à Chikushino, dans la préfecture de Fukuoka. Il occupe le rôle du tsukkomi et écrit les sketches.
Hiru-chan (Shintarô Hirukawa (蛭川慎太郎) né le 1er avril 1986  à Odawara, dans la préfecture de Shizuoka. C'est le boke du duo.

## Chronologie
Le duo se forme officiellement en avril 2005, soit juste après la fin de leurs études à NSC Tokyo. Ils font partie de la 10e promotion, aussi appelée « 10e génération ».
En 2019, les deux humoristes ont changé leurs noms d'artistes en passant de leur vrai nom à ceux de scènes : Eiji et Hiru-chan.
Depuis août 2020, ils participent régulièrement à l'émission à succès Ariyoshi no kabe, où leur sketch JK Bombers a attiré l'attention du public,.

## Genre d'humour
Leur genre principale est le konto (long sketch scénarisé). Leur performance est très énergique, sans lignes de dialogue claires, et ils montent à de très hauts régimes dans leur jeu Ils créent les effets sonores avec leur propre bouche et les accessoires sont généralement créés à partir de carton.

## Télévision

### Émissions en tant qu'invités réguliers
- Ariyoshi no Kabe (有吉の壁?, littéralement Le mur d'Ariyoshi)[6] (Nippon Television) depuis 2020

## Publicités
- Mercari[7] (depuis 2017)
- Life Net Seimei (février 2021)